# 四川省司法厅
四川省司法厅是四川省人民政府的组成部门、主管四川省司法行政工作的省级司法行政机关。